# Trail Guide
Trail Guide è un film del 1952 diretto da Lesley Selander.
È un western statunitense con Tim Holt, Mary Jo Tarola e Frank Wilcox.

## Trama
Tim Holt e Chito Rafferty hanno fatto da guida a un gruppo di coloni fino a Silver Springs. Tuttavia gli allevatori della zona non vedono di buon occhio l'insediamento degli agricoltori. Il capo della carovana viene derubato dei documenti che certificano i diritti dei coloni prima che possa arrivare a Silver Springs. Gli eventi precipitano quando anche l'agente di polizia locale muore in un agguato. Dopo una serie di risse, inseguimenti e sparatorie, Tim assicura i colpevoli alla giustizia e riesce a far accettare i nuovi arrivati. Tim e Chito, sempre allergico al matrimonio, partono per nuove avventure.

## Produzione
Il film, diretto da Lesley Selander su una sceneggiatura di Arthur E. Orloff e un soggetto di William Lively, fu prodotto da Herman Schlom per la RKO Radio Pictures e girato a Santa Clarita e nell'Andy Jauregui Ranch a Newhall, California, dal 31 luglio a metà agosto 1951 con un budget stimato in 89.000 dollari. Il titolo di lavorazione fu Road Agent.

## Distribuzione
Il film fu distribuito negli Stati Uniti dal 15 febbraio 1952 al cinema dalla RKO Radio Pictures.
Altre distribuzioni:
- in Brasile (Guia Rural)
- in Spagna (Rastro oculto)

### Accoglienza
Il film perse circa 20.000 dollari ai botteghini.

### Promozione
Le tagline sono:
- GUNS BLAZE TO CLEAR THE TRAIL FOR THE WAGON TRAIN!
- GUL-LAW RULES THE OLD SOUTHWEST! Tim and Chito face the lynch-mob's rope...when a vicious bandit plot frames the range with Cattlemen-Homesteader war-to-the-death!
- HIRELING GUNMEN GET DROP ON TIM...but not for long!
- GUN-LAW FEUD GRIPS THE OLD SOUTHWEST!
- OLD SOUTHWEST AFLAME IN FURIED FEUD-TO-DEATH!
- FURIED FEUD-TO-DEATH RIPS OLD SOUTHWEST! But Tim's got his finger on the mob that started it!